# Ciorna Ricika, Verhovîna
Ciorna Ricika (în ucraineană Чорна Річка) este un sat în comuna Holovî din raionul Verhovîna, regiunea Ivano-Frankivsk, Ucraina.

## Demografie
Componența lingvistică a localității Ciorna Ricika
     Ucraineană (99,72%)
     Alte limbi (0,28%)
Conform recensământului din 2001, majoritatea populației localității Ciorna Ricika era vorbitoare de ucraineană (99,72%), existând în minoritate și vorbitori de alte limbi.